# فرودگاه نیومنس
 فرودگاه نیومنس (به انگلیسی: Newman's Airport) یک فرودگاه همگانی است. این فرودگاه در کشور ایالات متحده آمریکا قرار دارد و در ارتفاع ۲۵۶ متر بالاتر از سطح دریا واقع شده است.